# Ryūsei Nakao
Ryūsei Nakao (中尾 隆聖 Nakao Ryuusei?) (5 de febrero de 1951), cuyo nombre real es Tomoharu Takeo (竹尾 智晴 Takeo Tomoharu?), es un destacado seiyū japonés nacido en Tokio. Actualmente está afiliado a la empresa 81 Produce.
Es conocido por sus papeles en Soreike! Anpanman como Baikinman, en el reconocido anime Ashita no Joe como Carlos Rivera,en la franquicia de Dragon Ball como Tambourine, Freezer, Cooler, Chilled y Frost, en Touch como Isamu Nishimura, en Niko Niko Pun como Porori, en Do-Re-Mi-Fa Donuts como Resshi, en Tanoshii Moomin Ikka como Sniff, Topo Gigio como Topo Gigio, en Bleach como Mayuri Kurotsuchi, en One Piece como Caesar Clown e Indigo y en Beast King GoLion como Takashi Shirogane.
Ha sido condecorado con el "Premio Kei Tomiyama" en la 11º entrega de los Seiyū Awards.

## Biografía
Nacido en Tokio, Nakao fue criado por sus abuelos desde temprana edad debido a motivos familiares, a la edad de 3 años se unió al grupo de teatro infantil Himawari Theatre Group, mientras que a los 5 años debutó en el radiodrama Fuku-chan. Posteriormente, a partir de 1957, formó parte de la "Cooperativa de Vida del Actor de Tokio" y, durante la secundaria, comenzó a vivir solo en un departamento administrado por sus abuelos; Casi al mismo tiempo, conoció a Shūichi Ikeda, Toru Koyanagi, Hiroyuki Ota, Taro Shigaki y otros futuros actores de voz.
Después de su infancia, hasta que su trabajo como actor de voz se estabilizó, Nakao continuó siendo actor, durante mucho tiempo, sin cantar y continuó un período de resistencia mental (incluido un fuerte descenso en el trabajo en los medios). Durante ese tiempo, el número de apariciones en el escenario aumentó y experimentó muchas oportunidades de actuación como invitado en las compañías de teatro de Nachi Nozawa y recuperó su confianza como actor. “Agradezco al señor Nozawa por poder seguir trabajando como actor de doblaje”, recordó Nakao.
Después de graduarse de la  Escuela Waseda Jitsugyo, continuó trabajando como actor mientras administraba bocadillos en Shinjuku 2-chome. Aunque era actor de doblaje, apareció en numerosas series de televisión hasta mediados de los años 70 y fue llamado seiyū hasta que se unió a 81 Produce a través de Production Baobab. Inicialmente, estuvo activo con su nombre real pero por recomendación de su esposa lo cambió por el nombre artístico "Ryūsei Nakao".
A principios de los años 1980 , formó la unidad "Cuatro en Uno" con Akira Kamiya, Naoya Uchida, Ryōichi Fukuzawa y otros seiyūs. Actualmente es responsable de numerosas producciones y también se dedica a actividades de teatro musical; Además de su carrera radiofónica, también ha publicado numerosos discos.
Como seiyū, está activo en numerosos lugares que lo han hecho muy famoso en su tierra natal (hasta el punto que el escritor Takashi Yanase lo llamó "una voz sexy con una calidad vocal única"); El propio Nakao afirma que le gusta doblar a una persona que tiene muchos defectos, un papel que considera adecuado para él.

## Filmografía
Lista de los roles interpretados durante su carrera.
Los papeles principales están en negrita.

### Anime
1965
- Uchuu Patrol Hopper como Jun.

1968
- Animal 1 como Ichirou Azuma.

1969
- Attack No. 1 como Estudiante.
- Sazae-san como Porori.

1970
- Akakichi no Eleven como Hayato Taki.

1971
- Marvelous Melmo como Shougo Chikaishi (ep. 22)

1973
- Zero Tester como Gou Araishi.

1975
- Kum-Kum, el niño cavernícola como Rooman.

1976
- Gowapper 5 Go-dam como Rob Row.
- Marco como Miguel.

1977
- Lupin III: Part II como Joutarou.

1978
- Tōshō Daimos como el hermano pequeño de Balbas.

1980
- Ashita no Joe 2 como Carlos Rivera.
- Astro Boy como Sam.

1981
- Ohayo! Spank como Masaya Tsukahara.
- Voltron como Ryou Shirogane; Takashi Shirogane.

1982
- Dash Kappei como Tony.
- Thunderbirds 2086 como Sammy Edkins Jr.

1983
- Grupo Especial GORILA como Sugar.
- Armored Trooper Votoms como Murza Melym.
- Captain como Kondoh
- Iga no Kabamaru como Kabamaru; Saizou (joven).

1984
- Cat's Eye como Morisaki.

1985
- Highschool! Kimengumi como Nojio Ashita.
- Pro Golfer Saru como Red Hawk.
- Touch como Isamu Nishimura.

1986
- Anmitsu Hime como ET (ep. 31, 46).
- Dragon Ball como Tambourine.
- Saint Seiya como Kraken Isaac.
- Uchuusen Sagittarius como Binta.

1987
- Grimm Masterpiece Theater como Rooster.
- Hiatari Ryōkō! como Momiage.

1988
- Biriken como Don Nyan.
- Oishinbo como Jeff.
- Soreike! Anpanman como Baikinman.
- Toppo Jijo como Topo Gigio.

1989
- Biriken Nandemo Shōkai como Don Nyan.
- Chinpui como Majiroo.
- City Hunter 3 como Tooru Kazama (ep. 3)
- Dash! Yonkuro como Sen Sumeragi.
- Dragon Ball Z como Freezer.
- Kimba, el león blanco como Totto.
- Parasol Henbē como Memosuke.
- Shin Bikkuriman como Gorugoma 193.

1990
- Tanoshii Moomin Ikka como Sniff; Rådd-djuret.

1991
- O-bake no... Holly como Toreppaa.

1992
- Rainbow Samurai como Yatarou Iwasaki.
- Yosei dikku como Dick.

1993
- Hello Kitty como Hangyodon.

1994
- Asobou! Hello Kitty como Hangyodon.
- Montana Jones como Alfred.

1995
- Sorcerer Hunters como Vegas (ep. 10)

1996
- Dragon Ball GT como Freezer.

1997
- Kindaichi Shounen no Jikenbo como Hideo Inokuma; Reimei Nakagami.
- Misutenaide Daisy como Ivan.
- Virus Buster Serge como el doctor Milan Train.

1998
- AWOL - Absent WithOut Leave como Pete.
- Cowboy Bebop como Roco Bonnaro (ep. 8)
- Devilman Lady como Jason Bates.
- Weiß Kreuz como Farfarello.
- Yu-Gi-Oh! como Bomberman (ep. 14)

1999
- Alexander Senki como Dinocrates.
- Monster Rancher como fantasma.
- One Piece como Eric (eps. 53-61)

2000
- Baby Felix como Marty.
- Gakkō no Kaidan como Amanojaku; Kaaya.
- Saiyuki como Pochi (ep. 25)

2002
- Digimon Frontier como Lucemon (Modo Caído).
- King of Bandit Jing como Kir.
- Knight Hunters Eternity como Farfarello.
- MegaMan NT Warrior como Snakeman.
- Mushrambo como Gyaza.
- Pecola como Saruyama-san.

2003
- Bobobo-bo Bo-bobo como Purupuu.
- Kosetsu Hyaku Monogatari como Mataichi.
- Tantei Gakuen Q como Yoshio Nakajima (ep. 1)

2004
- Bleach como Mayuri Kurotsuchi.
- Bōken Ō Beet como Shaggy.
- Kaiketsu Zorori como Demon (eps. 48-51)
- La Escuela del Terror como Yumyum.

2005
- Angel Heart como Suzaku.
- Bōken Ō Beet Excellion como Shaggy.
- Buzzer Beater como Han.
- Ginga Densetsu Weed como Smith.
- Glass Maskcomo Mitsugu Himekawa.
- Megaman.EXE Beast como Snake-Man (eps. 12-14)
- Yuki no Jo-Oh como Rat (eps. 8-9)

2006
- D.Gray-man como Eshi.
- Demashitaa! PowerPuff Girls Z como "Him" (Kare).
- Gintama como Daraku.
- Shōnen Onmyōji como Chishiki no Soushu.
- Spider Riders como policía bueno (ep. 18)

2007
- Blue Dragon como hombre de las ruinas (ep.30)
- Kishin Taisen Gigantic Formula como Isa Ali Haddad.
- Mokke como Izuna (ep.2)
- Mononoke como Genkei (Umibouzu).
- Princess Resurrection como Shigara (ep. 18)
- Shion no Ō como Osamu Kamizono.

2008
- GeGeGe no Kitarō como Onmoraki (ep. 50)
- Rosario + Vampire como Tadashi Wanibuchi.
- Scarecrowman como Crasher.

2009
- Dragon Ball Z Kai como Freeza.
- Sōten Kōro como narrador.

2010
- Naruto Shippūden como Nekomata.

2011
- Suite PreCure como Noise.

2012
- Doraemon como Majime.

2013
- One Piece como Caesar Clown.

2014
- Bakumatsu Rock como Shōin Yoshida.
- Space Dandy como Minato.

2015
- Dragon Ball Super como Freezer.
- One Punch-Man como Vaccine Man.
- Kyōkai no Rinne como Vendedor de fuegos artificiales (ep. 21)

2016
- Haikyū!! Karasuno Kōkō VS Shiratorizawa Gakuen Kōkō como Tanji Washijō.

2017
- ACCA: 13-ku Kansatsu-ka como el Rey Falke II.

2018
- Mahou Shoujo Site  como Nana.
- Pop Team Epic como Popuko (Ep. 3; Parte B)

2020
- Oda Cinnamon Nobunaga como Matsunaga "Buu" Hisahide.

2021
- Digimon Ghost Game como Eyesmon.

2022
- Kanojo, Okarishimasu 2nd Season como Katsuhito Ichinose.
- Bleach: Sennen Kessen-hen como Mayuri Kurotsuchi.

2023
- Trigun Stampede como William Conrad.

2024
- Kimetsu no  Yaiba: Hashira Geiko-hen como Hashibami (Cuervo de Genya Shinazugawa).

2025
- Gachiakuta como Alice.

### OVA
- Alien 9 como Borg.
- Angel Sanctuary como Seraphita.
- Armitage III como Rene D'anclaude.
- Bari Bari Densetsu como Hideyoshi Hijiri.
- Bewitching Nozomi como Morino.
- Crying Freeman como Tak Yuen Koh.
- Golgo 13: Queen Bee como Thomas Waltham.
- King of Bandit Jing in Seventh Heaven como Kir.
- Legend of Lemnear como Mesh.
- Legend of the Galactic Heroes como Louis Maschengo.
- Saint Seiya: The Lost Canvas - Hades Mythology como Ikelos.
- Plastic Little como Roger.
- Psychic Force como Brad.
- Rurouni Kenshin: Tsuiokuhen como Iizuka.
- Wizardry como Flack.

### Películas
- Alexander: The Movie como Dinocrates.
- Blade of the Phantom Master como Byon.
- Bleach: Fade to Black - Kimi no na o yobu como Mayuri Kurotsuchi.
- Bleach: Memories of Nobody como Mayuri Kurotsuchi.
- Bleach: The DiamondDust Rebellion como Mayuri Kurotsuchi.
- Candy Candy Haru no Yobigoe como Han.
- Candy Candy Movie como Han.
- Doraemon: Nobita's Little Star Wars como Soldado de PCIA
- Doraemon: Nobita to Sora no Utopia como Doctor Ray
- Detective Conan: La decimocuarta víctima como Kohei Sawaki.
- Dragon Ball Z: Tobikkiri no saikyō tai saikyō como Cooler, Freeza.
- Dragon Ball Z: Gekitotsu!! 100 oku power no senshitachi como Metal Cooler.
- My Melody no Akazukin como Wolf.
- Go! Princess PreCure como Night Pumpkin.
- Películas de Soreike! Anpanman como Baikinman.
- Saint Seiya Gekijōban como Southern Cross Christ.
- Tanoshii Moomin Ikka: Moomin Tani no Suisei como Sniff.
- The Doraemons series como El Matadora.
- The Five Star Stories como Decors.
- Zeno - Kagiri Naki Ai Ni como Gentarou.
- One Piece Film: Strong World como Dr. Indigo.
- Dragon Ball Z: Fukkatsu no F como Freezer
- Sword Art Online Progressive: Aria of a Starless Night como Misumi Tozawa/Mito (Hombre)

### Videojuegos
- Ace Combat 3: Electrosphere como Simon Orestes Cohen.
- Cosmic Fantasy 1 como Baron.
- Cosmic Fantasy 3 como Blackie.
- Dragon Ball Z: Budokai como Freezer y Cooler.
- Dragon Ball Z: Budokai Tenkaichi series como Cooler, Freezer y Tamborine.
- Dragon Ball Xenoverse como Freezer.
- Devicereign como Utsuro.
- Kaze no densetsu Xanadu como Zead.
- Kingdom Hearts II como Ling.
- Musashi: Samurai Legend como Shiraz.
- Persona 2: Batsu como Sudou Tatsuya.
- Persona 2: Tsumi como Sudou Tatsuya.
- Psychic Force como Brad.
- Psychic Force 2012 como Brad.
- Psychic Force Puzzle Taisen como Brad.
- Soreike! Anpanman series como Baikinman.
- Tail Concerto como Fool.
- Tech Romancer como Arekshim.
- The Bouncer como Kou Leifoh.

### Tokusatsu
- Denshi Sentai Denjiman como Gō Fubuki (voz).
- Tokusō Sentai Dekaranger como Abrella (voz).
- Ultraman Mebius como Nackle (voz).

### Doblaje

#### Cine
- Anastasia como Bartok.
- Dinosaurio como Zini.
- FernGully: Las Aventuras de Zak y Crysta como Batty Koda.
- Lady and the Tramp como Golfo.
- Lady and the Tramp II; Scamp's Adventure como Golfo.
- Mulan como Ling.
- Swan Princess como Jean-Bob.
- Teenage Mutant Ninja Turtles como Raphael.
- The Birdcage como Agador.

#### TV
- Animaniacs como Yakko Warner.
- And Just Like That... como Steve Brady.
- Cats & Co. como Heathcliff.
- Disney's House of Mouse como José Carioca.
- Garfield y sus amigos como  Jon Arbuckle.
- Los tres caballeros como José Carioca.
- Pato Darkwing como Darkwing Duck/Drake Mallard.
- Sex and the City como Steve Brady.
- The Simpsons como el profesor Bergstrom.
- Tiny Toon Adventures como Buster Bunny.

### Drama CD
- Chouai como Yuuta Hagiwara.
- Kyuuketsuhime Miyu Seiyou Shinma-hen como Cait Sith.
- Psychic Force como Brad.
- Weiß Kreuz dramatic image album Vier und Fünf: Schwarz Eins und Zwei como Farfarello.